# Valentin Inzko
Valentin Inzko (Klagenfurt, Austria, 22 de mayo de 1949) es un político, diplomático, abogado, filólogo y traductor austriaco de origen esloveno.
Desde el 26 de marzo de 2009 hasta el 31 de julio de 2021 fue el 7.º Alto Representante para Bosnia y Herzegovina.

## Inicios y formación
Nacido en la ciudad austriaca de Klagenfurt el día 22 de mayo de 1949, en el seno de una familia eslovena. Su padre tiene el mismo nombre y fue un reconocido activista cultural y político.
Asistió a una escuela bilingüe (Esloveno-Alemana) en el municipio de Feistritz im Rosental. Después de graduarse en secundaria, en 1967 comenzó a asistir a la Universidad de Graz en la cual estudió Derecho y Filología eslava. Luego desde 1972 a 1974 fue alumno de la Academia Diplomática de Viena.

## Carrera diplomática
En 1974 que terminó sus estudios superiores y entró en el Servicio Diplomático Austriaco.
Cabe destacar que entre 1982 y 1986 fue agregado de prensa en la Embajada de Austria en Belgrado (Serbia), después sirvió en la Misión Diplomática de Austria ante las Naciones Unidas, entre 1990 y 1996 fue agregado cultural de Austria en la República Checa, entre octubre y diciembre de 1992 fue miembro de la Organización para la Seguridad y la Cooperación en Europa (OSCE) en la región de Sandžak, entre 1996 y 1999 fue el embajador de Austria en Bosnia y Herzegovina y en 2005 fue Embajador en Eslovenia.
Desde el 11 de marzo de 2009 hasta el 1 de septiembre de 2011 fue Representante especial de la Unión Europea para Bosnia y Herzegovina.
Desde el día 26 de marzo de 2009 fue el 7.º Alto Representante para Bosnia y Herzegovina, en sustitución del diplomático eslovaco Miroslav Lajčák.
Al mismo tiempo en junio de 2010 fue elegido para ser el presidente del Consejo Nacional de los Eslovenos de Carintia. El 31 de julio de 2021 el político alemán Christian Schmidt le sucedió como Alto Representante. 

## Vida privada
Está casado con la mezzosoprano de origen argentino-esloveno, Bernarda Fink (n. Buenos Aires, 29 de agosto de 1955).
Ambos tienen dos hijos en común. Es creyente de la Iglesia católica.
Cabe destacar que Valentin Inzko es multilingüe, ya que habla con fluidez los idiomas esloveno, alemán, serbocroata, inglés, ruso, francés y checo.
Además de su labor diplomática, entre otras obras ha sido el traductor al esloveno de los ensayos de Václav Havel, como "Living in Truth" o The Power of the Powerless, etc.

## Condecoración
| Distinción                                                                            | Período | Lugar                | Otorgado por  |
| ------------------------------------------------------------------------------------- | ------- | -------------------- | ------------- |
| Gran Condecoración de Honor en plata de la Orden al Mérito de la República de Austria | 2012    | República de Austria | Heinz Fischer |